# Höchst (Frankfurt nad Menem)
Höchst, Frankfurt-Höchst – 36. dzielnica (Stadtteil) miasta Frankfurt nad Menem, w Niemczech, w kraju związkowym Hesja. Należy do okręgu administracyjnego West. Do 31 marca 1928 samodzielne miasto Höchst am Main. W 2013 dzielnica liczyła 14 551 mieszkańców, z czego 39% stanowili obcokrajowcy.
W dzielnicy znajdują się dwie stacje kolejowe: Frankfurt-Höchst oraz Frankfurt-Höchst Farbwerke.

## Historia
Höchst powstał na wysokim prawym brzegu Menu, poniżej Frankfurtu, u ujścia Niddy, w miejscu zasiedlonym już w czasach rzymskich, lecz później zapewne opuszczonym. Po raz pierwszy wzmiankowanej był w roku 790 jako wieś Hostat należąca do arcybiskupów Moguncji. Istniał już w IX wieku, z tego okresu pochodzi karoliński kościół św. Justyna (Justinus), najstarszy zachowany budynek Frankfurtu. W roku 1355 Höchst am Main otrzymał prawa miejskie, a w 1928 został wcielony do Frankfurtu jako jego 36 dzielnica. Stare miasto w Höchst, w którym zachowało się wiele domów szachulcowych i część zabudowy zamku, znajduje się od 1972 w całości pod ochroną zabytków.
Graniczące z Höchst od zachodu i północnego zachodu dzielnice Frankfurtu Zeilsheim, Sindlingen i Unterliederbach stanowiły od 1917 r. zewnętrzne dzielnice Höchst am Main, ale po wcieleniu tegoż do Frankfurtu zostały wydzielone jako osobne dzielnice Frankfurtu, toteż Höchst rozciąga się obecnie jedynie na wcześniejszy obszar miasta. Wraz ze swymi dawnymi zewnętrznymi dzielnicami oraz z położonymi na wschód Schwanheim, Nied, Sossenheim i Griesheim Höchst tworzy od 1952 okręg administracyjny West. Dawną polityczną niezależność odzwierciedla fakt, że w zarządzie miasta jedynie okręg administracyjny West posiada własny decernat, a do 1987 r., nie będąc niezależnym miastem, był stolicą powiatu Höchst, obecnego powiatu Main-Taunus.
W roku 1803 Höchst przyłączono do Nassau, a w 1866 do Prus.